# ポール・ザカリー・マイヤーズ
ポール・ザカリー・マイヤーズ（Paul Zachary "PZ" Myers 、1957年3月9日－）通称PZ マイヤーズはアメリカ合衆国の生物学者。
ミネソタ・モリス大学の教授であり、科学ブログPharyngulaの管理者でもある。また彼はインテリジェント・デザインと創造論運動の批判者であり、アメリカにおける進化論対創造論論争の中心的な活動家の一人である。学術誌ネイチャーはPharyngulaを科学者によって書かれるブログのトップにリストした。

## 経歴
マイヤーズはワシントン州ケントで6人兄弟の長男として生まれた。ポール・ザカリーという名は祖父にちなんで付けられたが、彼はいつも「小さなポール」と呼ばれており、名前をPZと略して書くことを好んだ。彼は幼い頃から「科学オタク」であったと描写する。父とともに釣り旅行をし、魚の解剖を通して動物学と海洋生物学への関心を育んだ。
彼はルーテル派教徒として育てられたが、堅信の前に心変わりを経験した。「私は考えることを始めた。そう、私はその言葉を信じていない」。現在は無神論であり、彼はブログで科学、教育、無神論、宗教について幅広くコメントする。
1975年に奨学金を得てインディアナ州のデポー大学へ進んだ。しかし翌年、父親が心臓発作に倒れ、彼は実家に戻った。その後ワシントン大学へ行き、動物学の理学士を取得した。大学院では進化発生生物学を専攻し、オレゴン大学から生物学の博士号を取得した。その後オレゴン大学、ユタ大学、テンプル大学で教え、現在はミネソタモリス大学の准教授である。
彼は「神を信じないリベラル」で、率直な無神論者で、あらゆる形の宗教、迷信、心霊主義、疑似科学に対する懐疑主義者であると宣言している。また「インテリジェント・デザインに対して軽蔑しか持たない」上に、インテリジェント・デザインを「根本的な嘘つき」であると主張する。
現在はミネソタ・モリス大学でゼブラフィッシュや頭足類の進化発生生物学の研究を行っている。

## インターネットでの活動
マイヤーズは初期からのインターネットユーザーであった。USENETのユーザーグループやフォーラム、talk.originsのようなウェブサイトで科学的な議論、特にアメリカ合衆国で伸張していた創造論を取り巻く議論に参加していた。The Panda's Thumbの創設メンバーであり、2002年6月に自分自身のウェブサイトとブログPharyngulaを開始した。2005年からは科学教育ウェブサイトAsk A Biologistに参加している。

### Pharyngula
Pharyngulaはマイヤーズの個人的なブログで、「進化と発生、そして神無きリベラルの漫然たる叫び」というコピーを掲げている。マイヤーズがカバーする話題は広く、科学的な話題と同様に非科学的な話題も扱う。特にインテリジェント・デザインへの批評で有名になった。「ミネソタ州民によって運営されるブログ」第三位に選ばれた。また2005年には専門家によって書かれる優れたブログに与えられるコーファックス賞を受賞した。学術誌『ネイチャー』は、科学者によって書かれる最も優れたブログと発表した。
マイヤーズはブログ上でしばしばインテリジェント・デザインを推進する団体ディスカバリー・インスティチュートと若い地球の創造論の推進団体アンサーズ・イン・ジェネシスを非難し、それらは疑似科学だと主張する。ブログはまたマイヤーズの興味に合致する幅広い話題を扱う。頭足類、科学、宗教、地域的・国内・国際的政治、それから特に科学教育、迷信、そして進化発生生物学などである。

### Expelledからの追放
2007年4月にマイヤーズは、科学と宗教についてのドキュメンタリーという触れ込みのCrossroads（『十字路』）という映画のためにインタビューを受けた。しかし2007年秋、映画のプロデューサーであるマーク・マティスは、この映画はExpelled（『追放』）というタイトルで、インテリジェントデザイン支持者に対する検閲をテーマとする映画であると発表した。科学界の主流派がいかにして超自然的存在の証拠を無視しているかという内容で、インテリジェントデザイン普及のために作られたものであった。マイヤーズは後に、「後でばらばらに編集して自分の言いたいことにつなげるつもりで、映画の主題について立場を明示せずにいろいろな話をさせるというのは、映像でいわゆるクオートマイニングをやってるってことで、まったく不誠実だ」と述べている。
2008年3月にマイヤーズはExpelledの試写会から拒否された。彼は正式な手順に従って自分自身とゲスト、家族のための席をオンラインで確保していたが、映画が始まる前に並んでいたマイヤーズは警備員によって建物から追い出された。警備員はマーク・マティスからマイヤーズを中に入れないよう指示されていたと述べた。彼はその後すぐにアップルストアからこの出来事（ExpelledからExpelledされた）をブログにポストした。彼の家族とゲストは入場して映画を観覧した。ゲストとはイギリスの進化生物学者で創造論の痛烈な批判家リチャード・ドーキンスである。ドーキンスは質疑応答セッションでなぜマイヤーズが追い出されたのかと尋ね、後にこう述べた。「誰にでも映画を見る権利があるというのなら、[マイヤーズにも] あった。広報レベルの無能さは信じがたい」。